# Опори
Опарі, Опори (пол. Opary) —  село в Україні, у Меденицькій селищній громаді, Дрогобицькому районі Львівської області.
Село належить до територіального виборчого округу № 122, виборча дільниця № 72.
На території села здійснюється промисловий видобуток газу з Опарського газового родовища.

## Історія
Назва Опарі, містить в собі корінь « Опр» ,що абсолютно співзвучно з назвою племені Обрів тобто Аварів, що створили свою державу у 6-9ст в цьому краї 
У 1940 після приєднання Західноукраїнських земель до Радянської України введено в експлуатацію Опарське газове родовище, а
вже в 1942 збудовано перший міждержавний газопровід Опари — Самбір — Стальова Воля (Польща) завдовжки 210 км (300 мм у попереку), який було збудовано під час німецької окупації та реконструйовано за Радянського Союзу силами «Укргазу» протягом 1944—1945 років.
За короткий термін було відпрацьовано технологію міждержавної передачі газу та збудовано пункт передачі газу в селі Дроздовичах Мостиського району Львівської області. У селі розташоване підземне сховище газу (ПСГ) проектним активним об'ємом 2400.
1 серпня 1934 р. в дрогобицькому повіті було створено ґміну Меденичі з центром в с.Меденичі. До складу ґміни входили сільські громади: Довге Меденицьке, Йозефсберґ, Кеніґзау, Меденичі, Летня, Опарі, Ріпчиці.
```
Після вигнання з села німецьких загарбників радянськими військами був облаштований військовий аеродром обабіч дороги, про що свідчить пам'ятний знак, встановлений за межами села справа від шосе, якщо рухатись з Меденич в Дрогобич.
```

## Релігія
- церква Святих Костянтина і Олени (1830)[10].

## Населення

### Мова
Розподіл населення за рідною мовою за даними перепису 2001 року:
| Мова       | Кількість | Відсоток |
| ---------- | --------- | -------- |
| українська | 1141      | 99.13%   |
| російська  | 9         | 0.78%    |
| румунська  | 1         | 0.09%    |
| Усього     | 1151      | 100%     |

## Розвиток села
23 грудня 2018 року на добровільній основі приєдналося до складу першої у Дрогобицькому районі — Меденицької об'єднаної територіальної громади.
Інтереси села Опарі у територіальній громаді представляють 9-ть депутатів.

## Відомі люди
- Бойко Василь Степанович (1942) — український вчений, доктор технічних наук, професор кафедри розробки і експлуатації нафтових і газових родовищ Івано-Франківського національного технічного університету нафти і газу, академік Української нафтогазової академії.
- Василів Олексій Федорович (1920—?) — український радянський діяч, новатор виробництва, буровий майстер по ремонту газових свердловин Стрийського газопромислового управління Львівської області. Депутат Верховної Ради УРСР 7—8-го скликань.
- Тимків Степан Онупрійович (1925—?) — український радянський діяч, новатор виробництва, оператор з видобутку газу Стрийського газопромислового управління Львівської області. Герой Соціалістичної Праці (1.07.1966).
- Владислав Лозинський (1843—1913) — польський історик, дослідник культури, письменник, колекціонер творів мистецтва, науковий секретар Оссоленіуму].
- Пелехатий Кузьма Миколайович (1886—1952) — галицький письменник-комуніст, голова Львівського облвиконкому. Депутат Верховної Ради УРСР 2-3-го скликань. Депутат Верховної Ради СРСР 3-го скликання.